# Гибу, Онисифор
Онисифор Гибу (1883 — 1972) — румынский деятель культуры, философ, историк, профессор, член-корреспондент Румынской Академии.

## Биография
Родился в 1883 году.
Преподаватель и основатель Клужского университета.
Много работ посвятил проблемам румын, проживающих в Бессарабии.
За свои политические взгляды арестовывался в 1945 и 1956 годах.
Умер в 1972 году.

## Память
- В Кишинёве Гибу на улице Пушкина, около здания Национального Музея Изобразительных Искусств, установлен памятник.[2]
- Празднование столетия со дня рождения Гибу было включено в календарь ЮНЕСКО на 1983 год.
- В его честь названа улица в городе Кишинёв, в районе Буюкань. Ранее она носила имя чилийского президента Сальвадора Альенде